# Mdina
Mdina volt hosszú ideig Málta fővárosa, ma a legkisebb helyi tanácsa, csak az erődített várost foglalja magában. A Máltai főegyházmegye érseki székvárosa. Lakossága 258 fő (2005). Föníciai neve Malet (feltételezések szerint menedék), ebből származott a latin Melita. Az arabok Medinaként (erődített város) ismerték, ebből rövidült a mai név. Olasz neve Città Notabile, amelyet Szicília királyától kapott hűségéért. Ma Csendes Városnak is nevezik.

## Története

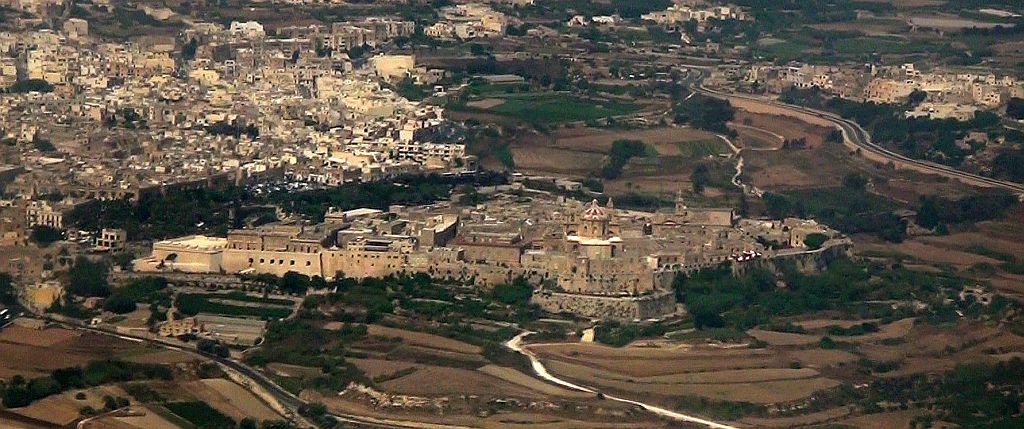
Mdina a levegőből

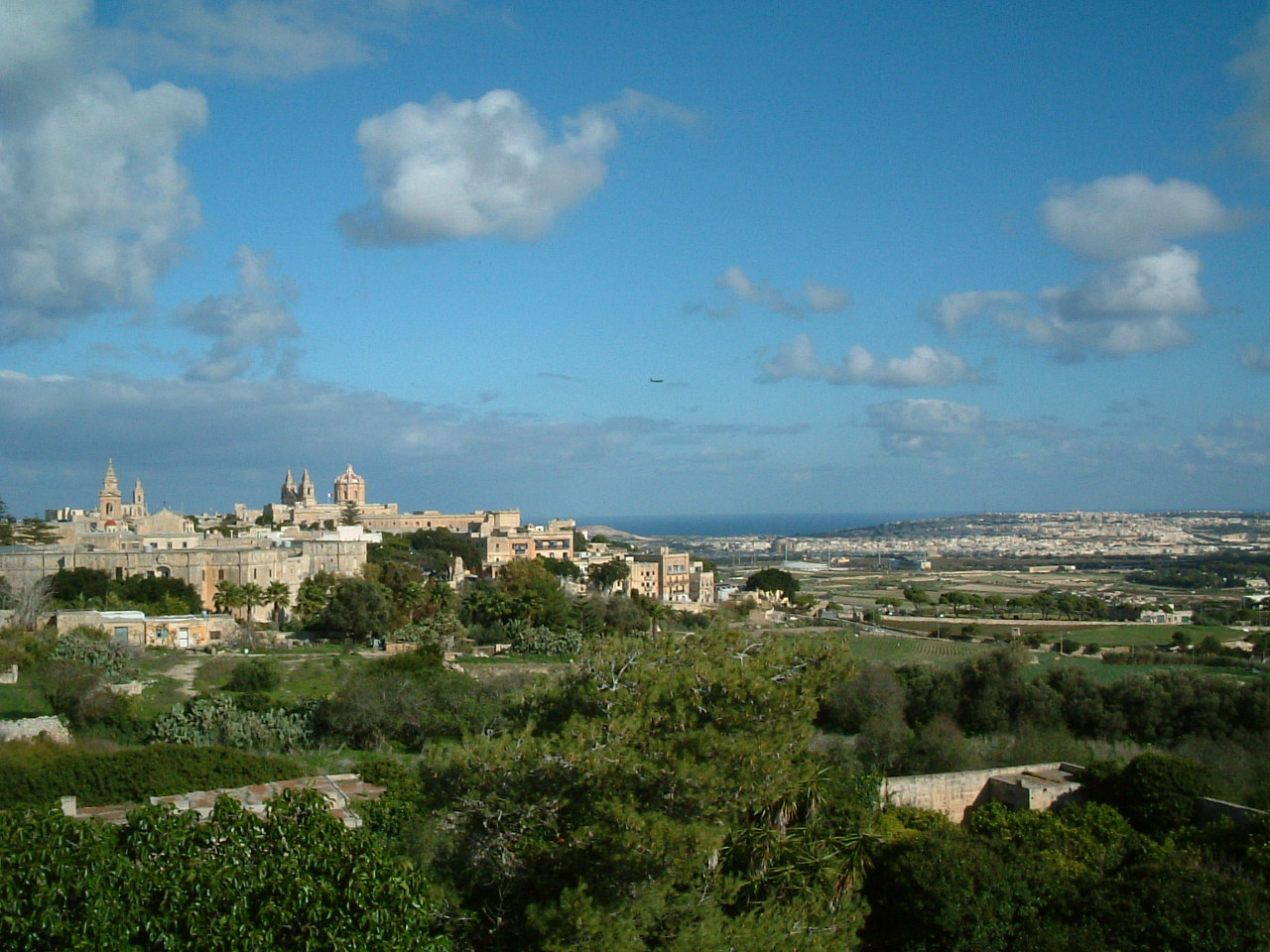
Rabat felől nézve a város uralja a szigetet

A város a Dingli-plató egy 185 méter magas nyúlványán áll. Helyén elsőként föníciaiak telepedtek le. Ők Maletnek nevezték a helyet. A rómaiak megerősítették Melita néven, ez volt a sziget egyetlen települése, itt állt a helytartó palotája. A hagyomány szerint Szent Pál apostol három hónapot töltött itt. Területe akkor kiterjedt a mai Rabat egy részére is. Hadrianus császár uralkodása alatt municipiumi rangot kapott.
A különböző hódítók sem változtattak sokat a város képén, csak az arab hódítás után folytak jelentősebb építkezések itt. Akkor a neve Medina volt. A római város területének mai méretére csökkentése - ami Rabat létrejöttével is járt - valamikor ebben az időben következett be, ám pontos dátuma ismeretlen. Az első védőárkok kiásása már a bizánci uralom idején megtörténhetett, ám az sem kizárható, hogy a város méretének csökkentése is az ő eredményük. A normannok vastag falrendszert építettek a város köré. A város ekkoriban a körülkerített lakóterületből, és egy fellegvárból állt, amelyet a sváb uralom idején hoztak létre, valószínűleg bizánci alapokon. A Citadellával és a Castrum marisszal ellentétben a hely azonban itt nem volt alkalmas arra, hogy a burgus a város fölé emelkedjen, pedig a nagyrészt muszlim népességgel körülvett normann katonáknak fontos lehetett volna. Hogy normann szokással ellentétben nem építettek mesterséges dombot, ez arra utal, hogy egy létező erődöt vettek használatba. Rabat felőli, védtelen oldalán valószínűleg kettős falsor védte.
A szicíliai királyok általában hűbérbirtokként kezelték Máltát, ám az önkényeskedő urakat megunva 1425-ben a szigetek követei kérték, hadd lehessen Málta királyi birtok. Alfonz király, meghatva e ragaszkodástól Mdinának - Málta képviseletében - a Città Notabile nevet adta. 1429-ben a városnak épphogy sikerült kiállnia a Máltára törő 18 000 arab katona ostromát. Az 1453 utáni években a régi erőd életveszélyessé vált belső falait lebontották, helyére az új magisztrátusi palota került, külső oldala továbbra is a városfal szerves része maradt. A kapukhoz két tölgyfa felvonóhíd vezetett, az egyik kapu előtt árokkal körülvett barbakán is állt.
1530-ban Málta a Jeruzsálemi Szent János Lovagrend uralma alá került, akik a tengerparti Birguban telepedtek meg. Philippe de Villiers de L’Isle-Adam nagymester az erőd maradványai helyére kormányzói palotát építtetett. Az első lovagi erődítések keretében a város - Antonio Ferromolino tervei alapján - két olasz bástyát kapott, amely védelmet nyújthatott az agyagos talajra épült falak átfúrása ellen. 1566-ban pedig megkezdődött Valletta építése, ezzel Mdina elvesztette fővárosi szerepét, bár továbbra is a helyi közigazgatás központja maradt. Az egyre romosabb erődítések miatt a lakosság elvándorolt. 1644-ben a lovagrend védhetetlennek nyilvánította a várost, tüzérségét a Nagy Kikötőhöz vezényelte. A helyi lakosság néhány katona vezetésével ekkor kezdte meg a régi főváros felújítását. 1693-ban erős földrengés rázta meg Mdinát, az összedőlt épületek helyén a lovagok barokk épületeket emeltek, többek közt a társkatedrálist, a máltai Lorenzo Gafà egyik főművét. A város azonban még így is rossz állapotban volt, a lakóházak hozzáépültek a falakhoz, a palota süllyedni kezdett, ezért a 18. század elején újra felmerült a kiürítés lehetősége. 1723 és 1728 között aztán António Manuel de Vilhena nagymester François Mondion francia építésszel rendbetetette a város erődítéseit, palotát építtetett és újra lakhatóvá tette Mdinát. A középkori és kora újkori falak jelentős része épült a római város - főleg Rabat térségében - még létező romjaiból.
Napóleon tábornok katonái hamar elfoglalták a várost, mint az ellenállás egyik lehetséges kiindulópontját. A britek nem sokat változtattak a város képén, hiszen Valletta elkészülte óta sem gazdasági, sem politikai, sem hadászati jelentősége nem volt. 1881-től a máltai vasút egyik állomása - maga az állomásépület a várostól keletre, a domb aljában áll - volt 1931-ig. 1994-től Málta helyi tanácsainak egyike.

## A város ma

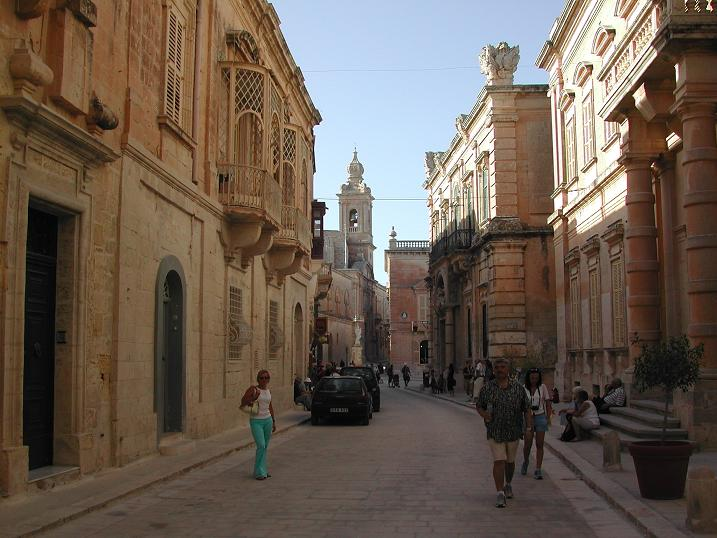
Utcarészlet

Mdina palotái ma nagyrészt lakóhelyként funkcionálnak. A szűk utcákon csak gyalog lehet közlekedni, autóval csak szigorú engedélyek birtokában lehet behajtani a városba. Legfőbb bevételi forrása a turizmus, a turisták kedvelik ódon, szűk utcái, középkori és barokk építészeti remekei, a nyaranta megrendezett kosztümös felvonulások miatt. A várfalak felújításával párhuzamosan (jelenleg a Vilhena-bástya munkálatai folynak) a várárok nagy részét füves közparkká alakíttatja az Erőforrások Minisztériuma.

## Önkormányzata
Mdinát öttagú helyi tanács irányítja, a jelenlegi, 6. tanács 2009-ben lépett hivatalba.
Polgármesterei:
- George Attard (1994-2000)
- Mario Galea Testaferrata (2000-2003)
- Peter Sant Manduca (2003-)

## Nevezetességei

### Szent Pál társkatedrális

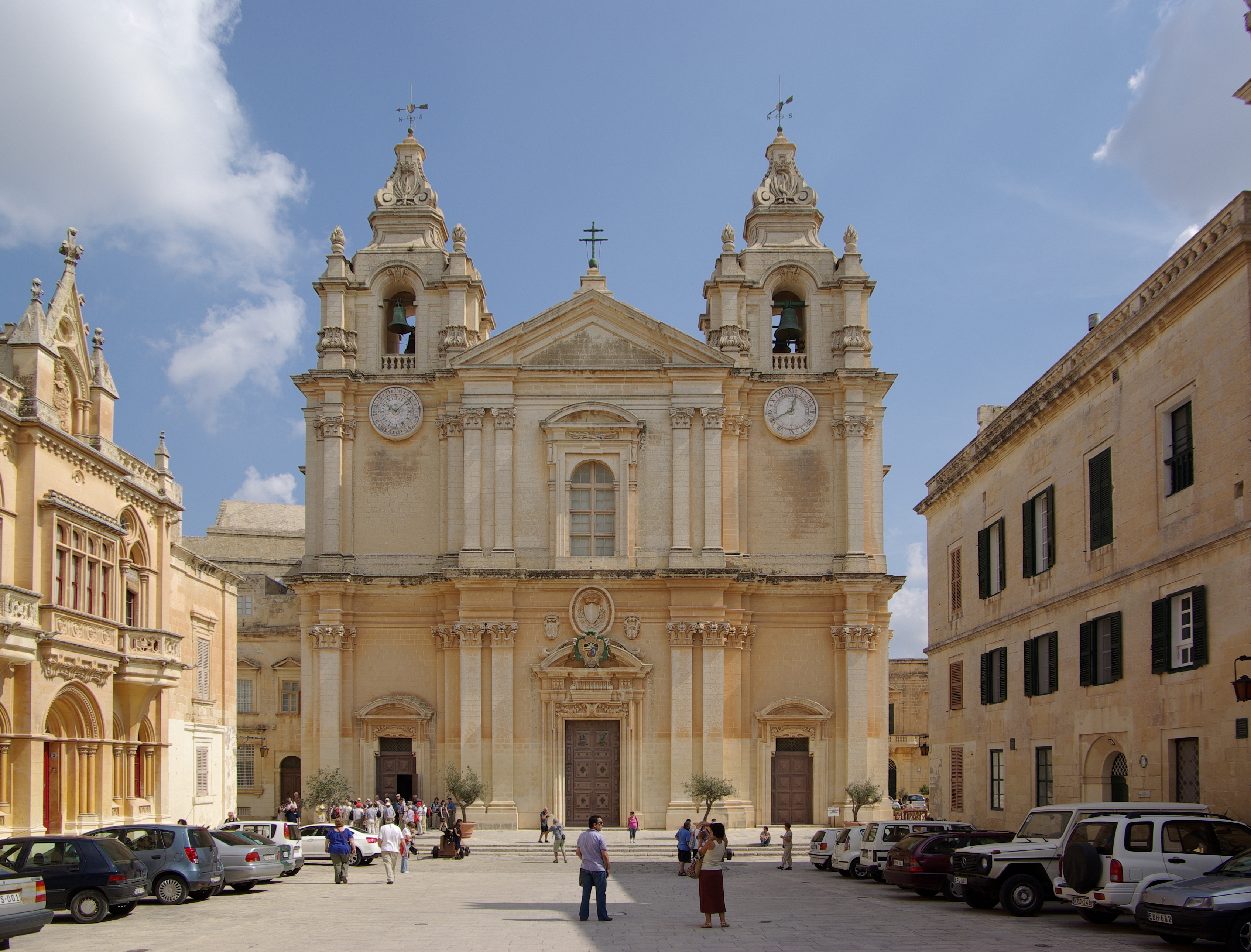
A katedrális homlokzata

A hagyomány szerint itt állt Málta első katedrálisa, ami a muszlim időkben romba dőlt. A normann hódítás után újjáépítették, és Szent Pálnak szentelték. Azután több alkalommal bővítették.
A normann katedrálist elpusztította az 1693-as földrengés, ezért a lovagok felkérték Lorenzo Gafà helyi építészt, hogy építsen új templomot Mdinában. Az építkezés 1697 és 1702 között folyt, és Gafà a régi katedrális épen maradt darabjait - többek közt az apszis freskóit - is belefoglalta az új templomba.
A barokk templom latin kereszt alaprajzú, homlokzatát korintoszi oszlopok osztják három részre. Súlyos homlokzatával és két tornyával uralja az előtte nyíló teret. Padlózatát - a vallettai társkatedrálishoz hasonlóan - lovagok sírkövei alkotják. A berendezés több darabja, pl. a keresztelőkút, ír fából készült.
Málta kettőssége miatt (a főváros Valletta lett, ám a püspök továbbra is Mdinát tartotta székhelyének) a két város templomai (a San Ġwann Vallettában és a San Pawl Mdinában) közösen kapták meg a katedrális címet.

### Egyéb nevezetességei

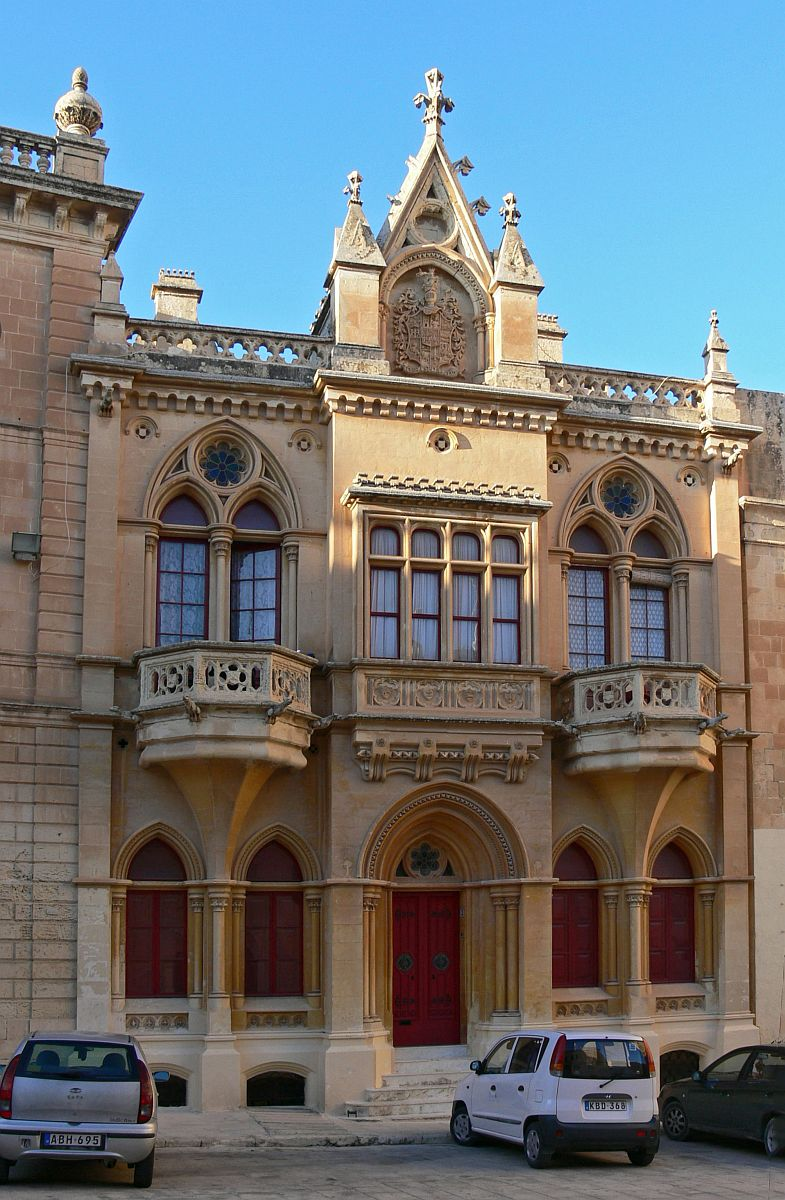
Gótikus palota Mdina főterén

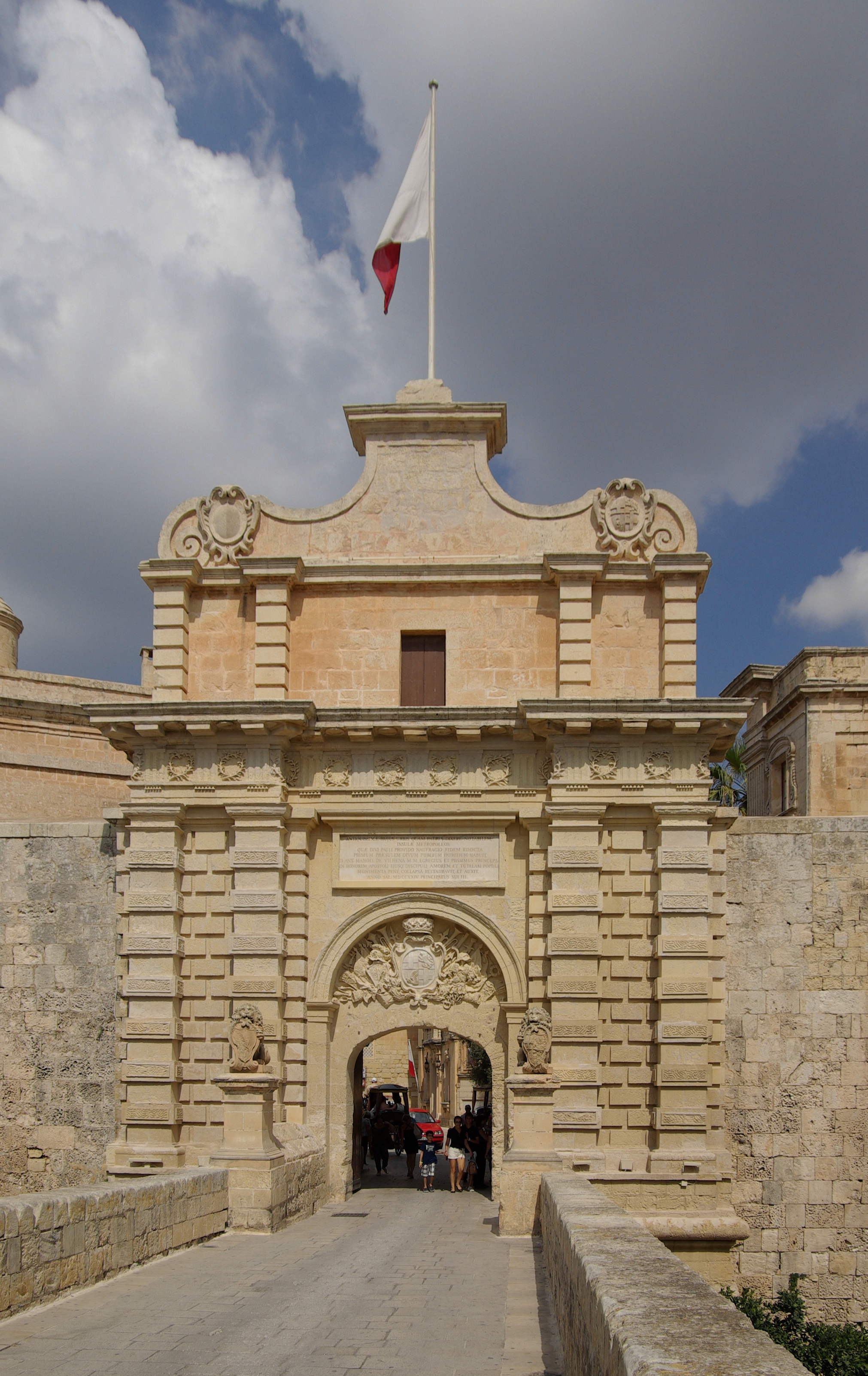
Mdina főkapuja

- Vilhena-palota: helyén állt Mdina egykori közigazgatási központja, a mai épület 18. századi
- Inguanez-palota: a középkor egyik legelőkelőbb máltai családjának háza
- Palazzo Falson (normann ház)
- Római lakóház: Museum Esplanade
- Szt. Ágota-kápolna
- Szt. Miklós-kápolna
- Természettudományi Múzeum
- Mdina Dungeons: a vár alatti folyosókon horror-kiállítást rendeztek be
- Karmelita templom és rendház: különböző rendezvények, koncertek színhelye
- Mdina Experience: film a város történetéről
- Bencés kolostor
- A keleti bástya: egyedülálló panoráma Malta szigetének nagy részére

## Híres szülötte
- Pietru Caxaro filozófus, jegyző, a Cantilena szerzője (†1485)

## Érdekességek
A városban élt 1825-től haláláig Maria Adeodata Pisani nővér, akit II. János Pál pápa 2001-ben boldoggá avatott.

## Sport
Labdarúgócsapata az Mdina Knights Football Club.

## Közlekedés
A város mindenhonnan jól megközelíthető autóval. A városba csak gyalog lehet bemenni, az autók számára a várárokban képeztek ki parkolókat. A kis távolság miatt Rabat autóbuszjárataival is megközelíthető.